# 有賀桃
有賀 桃（ありが とう）は日本の女性声優。主にアダルトゲームに声をあてている。

## 出演
太字は主役・メインキャラクター。

### アダルトアニメ
- 大悪司（森田 愛）
- マリッジブルー「婚約者がいるのに、どうしてこんな男に……」第一話「私、こんなの知らないっ…!!」（2013年、工藤 さやか）
- OVA彼女は誰とでもセックスする。（2015年、櫻井恵梨香）
- 放課後Initiation 放課後Initiation VOL.1［荒井啓］「童貞男と虎耳女」（2016年、里伽子）

### 一般向けゲーム
- Maple Colors〜決戦は学園祭!〜（2005年、高野 聖）

### アダルトゲーム
2003年
- Maple Colors（高野 聖）

2004年
- Maple Colors H（高野 聖）
- Xchange2R
- Xchange3

2005年
- SWAN SONG（子供司）
- てりぶるフューチャー（藤原 円）
- 天使のひめごと（イリーナ・ミレル）

2006年
- 痴態姦賞 〜放課後のチャイムはショーの始まり〜（木村 真弥）
- ハーレム☆パーティー（クレオ＝クラガンモア）
- プリンセスサーガ 〜恥辱の姫君〜（デシテラータ）
- プリンセスサーガII 〜悦楽の女剣士〜（デシテラータ）

2007年
- キャッスルファンタジア アリハト戦記
- プリンセスサーガIII 〜狂淫の女神官〜（デシテラータ）
- プリンセスサーガIV 〜淫辱の女騎士〜（デシテラータ）
- プリンセスサーガV 〜希望の美姫〜（デシテラータ）

2009年
- 必殺シゴキ人 〜院内巨乳天使斬り（鍵宮 朱鷺子）

2010年
- 鋼鉄の魔女アンネローゼ（アイシュワリヤ・レイ）
- 熟恋願望 秘めた想いと淫らな愛のカタチ（谷原 瑞希、三神 翼）
- ドSなお姉さんは好きですか?（大久保 八千代）
- ぱいずりチアリーダーvs搾乳応援団!（鷹山 皐月）
- 裸の王様（佐倉 翠）
- 魍魎の贄（鬼塚 冴子）

2011年
- 必殺痴漢人II（白河 万愛）
- 復讐催眠 〜月の姫君は服従の夢をみるか?〜（ミレイユ・ブリュネ）
- 虜囚市場〜罠に嵌められたエルフの女将校〜（ジーン）
- 影のセクハリスト〜孕ませ王位継承騒動〜（朝倉 曜子）[1]
- VenusBlood -ABYSS-（キキョウ〈桔梗〉）[2]
- 女盛りは年下好み「本気のセックス教えてあ・げ・る」（鴻上 渚）[3]
- 娘とボクと妻とネトリ魔（花咲 佳乃）[4]
- お前のパンツは何色だ!?（島 咲子）[5]
- 突発性ミルク娘 千夏「もう、パパのせいでいっぱいでちゃうぅ!」（古峰 千夏）[6]
- 鋼殻のアイ〜潜在意識へのメス豚刻印〜（澤本 美和子）[7]

2012年
- 喰ヒ人（高階 琴音）[8]
- レイコ -囚われし女捜査員-（本庄 麗子）[9]
- VenusBlood -FRONTIER-（トール）[10]
- LEWDNESS -Vita sexualis-（川島 美咲）[11]
- Thief and troll（ワイト＝パニーズ）[12]
- 巨乳ファンタジー2（ゼビア）
- マリッジブルー「婚約者がいるのに、どうしてこんな男に……」（工藤 さやか）[13]
- 女系家族III 〜秘密HIMITSU卑蜜〜（山口 茉莉子）[14]

2013年
- GEARS of DRAGOON〜迷宮のウロボロス〜（ジャスミン・クルーガー）[15]
- 魔法少女はキスして変身る 〜相手が彼以外の人だなんて……〜（姫川冴子）[16]
- 監獄戦艦3 〜熱砂の洗脳航路〜（ベアトリス・クシャナ）

2014年
- 仮・想・侵・蝕 ～Virtual Hack Online～（ウルリーカ＝ヘイデンスタム、狩野 清香）
- ギャンブラー☆ジェシカ ～The Erotic Gambling!!～（ジェシカ＝フェリーチェ）
- 劣等姦 ～優良種の身も心も壊す劣等種～（天道 鬼子）
- 3Ping Lovers!☆一夫二妻の世界へようこそ♪（ルミネス）
- きつねつきワンルーム（キイロ）
- 瞳の烙淫4 ～悦濁の操心改造～（エヴァ・マイヤーズ）
- 委員長☆ぱらだいす! ～会長! もっとツいてイきたくなっちゃう♥︎～（青海 一葉）
- ゆめみがちーく! Yumemiga-cheek!（鳥海 日向）
- 熟バレー ～シゴキ扱かれる熟れた人妻達～（御法川 美香）
- 彼女は誰とでもセックスする。（櫻井 恵梨香/エリカ）
- 爆乳ママ孕ませ寝取り ～極悪少年のママビッチ化計画～（小日向 花子）
- 巨乳ファンタジー2 if（ゼビア）

2015年
- 物静かで美人のママに強引に強制射精させられるボク（白羽 静葉）
- ユリキラー 淫欲に堕ちる百合たち（河合 陽菜子）
- キシカノ KISHI×KANO（アナスタシア＝カスタルスキー）
- 美少女万華鏡 -神が造りたもうた少女たち-（リリー）
- 水着少女と媚薬アイス ～残念なカノジョのしつけ方、教えます～（雨堤 紗也乃）
- アクよめ! 悪魔な嫁に絞られる（クレア）
- アヤカシ散華（二曲輪 黒子）

2016年
- GEARS of DRAGOON 2 ～黎明のフラグメンツ～（クレオ・ラーダ、ボロちゃん）
- ダンジョン オブ レガリアス ～背徳の都イシュガリア～（ユウカゲ）[17]
- 超爆乳ママが油断し過ぎた件（巨房 まどか）
- 小悪魔発育チュ～!（比山 亜季）
- 宇宙人の人体改造牧場（牧場 牧菜）
- VenusBlood -RAGNAROK-（ファナ）

2017年
- 妊姉妹 ～愛情ホルモンでしあわせボテ腹性活!?～（音尾 かなえ）
- すぃ～と・はに～・ふぁみり～ 娘ト妻ニ甘イハ父ノ習ヒ（楠田 美佐枝）
- 催眠とろとろオペレーション ～院内美巨乳補完計画～（香坂 美千留）
- 舐めプ!（小鳥遊 楓）
- VenusBlood -BRAVE-（カセン、ルサルカ）

2018年
- ボクと三人のお姉さま ～おねえさん達と孕ませOK嫁選び同棲ライフ!～（山城 若葉）
- シスパコ ～Hな甘辛4姉妹～（宮代 鳴海）
- サイノガミ ～破滅も来るべき事柄も、望めば手中～（卜部 トラ）

2019年
- 甘獄 ～快楽更生プロジェクト～（空木 レナ）
- ギルドマスター（ノワール）
- THE SHEMALE ～伝説的ドスケベシーメール娼婦と僕の淫肉棒コミュニケーション（ヴェレーノ）
- カオスドミナス（トモエ・タテノミヤ）
- ままごと～ママとないしょのエッチしましょ～（川島 響子）
- VenusBlood FRONTIER International（トール）
- 巨乳女戦士・土下座催眠「ちくしょうっ……アタシはお前の思い通りになんか、ならないからな……!」（ステルラ・フォンス）

2020年
- 極限痴漢特異点（真幡 しゅか）

2021年
- 極限痴漢特異点2（アーンナ）
- お兄ちゃんチョー好き99時間エッチしよ!（つむぎ[18]）
- 売国王姫 ～堕落のメス豚母娘～（エミリア・ド・セイリオ）
- 大きいことはHなことだ! 高身長お姉さんたちとぶっかけハーレム性活（高峰 弥野里[19]）

2022年
- 深淵のラビリントス（シャリオ）
- 蹂躙王国 -エルフ王国は巨大苗床に-（レオナ）

2023年
- 極限痴漢特異点3 千年の劣情（アーンナ・ヴォルコヴァ）
- 非道狩り ～ヒトカリ～（浦上 リリア[20]）
- 妹と彼女 それぞれの選択（失楽 亥子）
- Bunny's ママ代行サービス(新宮 凛子[21])

2024年
- エッチングアプリ ～出会い系アプリで訳アリ女性とラブラブSEX～（湊 響子[22]）
- ボクをほっとけない二人のギャル（実山 明日陽[23]）

2025年
- おっぱいでかいナースとイチャコラエロ×2入院生活!?（御子神 藤夏）
- 小日向柚月と初夜したいっ! 〜けもみみ神様と湯けむり恋模様〜（雅、湯川院 桜音）

### ドラマCD
- ○学○年生キャッスル！ G-typeドラマCD（ミネルバ）
- ○学○年生ナイショ！ G-typeドラマCD（峰 流羽）